# لوثر د. برادلي
لوثر د. برادلي (بالإنجليزية: Luther Daniels Bradley)‏ هو رسام كارتون أمريكي، ولد في 29 سبتمبر 1853 في نيو هيفن في الولايات المتحدة، وتوفي في 9 يناير 1917 في ويلميت في الولايات المتحدة.